# Euphyia epicteta
Euphyia epicteta là một loài bướm đêm trong họ Geometridae.